# Ramón Mercader
Jaime Ramón Mercader del Río (Barcelona, 7 de febrero de 1913-La Habana, Cuba, 19 de octubre de 1978) fue un militante comunista español y agente del servicio de seguridad soviético NKVD, conocido por asesinar el 21 de agosto de 1940 al político y revolucionario ruso León Trotski. En recompensa por el acto recibió la ciudadanía soviética y fue nombrado Héroe de la Unión Soviética.

## Biografía

### Primeros años
Ramón Mercader fue el segundo hijo de un matrimonio de la burguesía barcelonesa formado por Pablo Mercader Medina y de Caridad del Río Hernández. Su padre pertenecía a una próspera familia del negocio textil. Caridad del Río había nacido en Santiago de Cuba en el seno de una familia acaudalada de origen español. Tras asentarse en Barcelona antes de la independencia cubana, recibió una esmerada educación. Tras prometerse en 1908, Pablo y Caridad se casaron en Barcelona el 7 de enero de 1911. La joven esposa adoptó el apellido de su marido y sería conocida a partir de entonces como Caridad o Caritat Mercader. La pareja tuvo cinco hijos: Jorge (n. 1911), Ramón (n. 1913), Montserrat (n. 1914), Pablo (n. 1915) y Luis (n. 1923).
Pablo Mercader tenía un carácter afable, políticamente se alineaba con el nacionalismo conservador catalán —su hijo Luis afirmó, sin embargo, que militó posteriormente en Estat Catalá— y había sido miembro del somatén. Caridad del Río no tenía opiniones políticas conocidas en el momento de su matrimonio. Sin embargo, el matrimonio no fue feliz y, tras los primeros años de convivencia, comenzó a naufragar y Caridad empezó a distanciarse de su marido y de su clase social. A principios de la década de 1920, la madre de Ramón empezó a frecuentar ambientes marginales. En pleno auge del pistolerismo en Barcelona, frecuentó círculos anarquistas, llegando incluso a proporcionarles información con la que atentar contra los intereses empresariales de los Mercader. En la misma época, o quizá como causa de la transformación experimentada por Caridad Mercader, comenzó el deterioro de la posición económica del matrimonio. Cuando en 1921 murió el patriarca de la familia Mercader, su primogénito, Juan, el hereu, quedó al frente de las empresas familiares. Sin embargo, las administró de forma ruinosa, el negocio se fue a pique y finalmente huyó con su familia a Argentina. El resto de la familia Mercader quedó en una posición económica precaria, y el matrimonio Mercader-Del Río, con sus hijos, tuvo que mudarse a un piso más modesto en la calle Ancha, en el Barrio Gótico, junto a la basílica de la Merced.
Otro factor que contribuyó al fin del matrimonio de sus padres fue la relación que Caridad estableció con el aviador francés Louis Delrieu. En 1919, mientras Caridad pasaba una temporada en una propiedad de la familia cerca de Alicante, Delrieu, que hacía la línea de Latécoère (posteriormente Aéropostale) entre Toulouse y Casablanca, tuvo que hacer un aterrizaje de emergencia en las proximidades —la identidad del aviador fue establecida en 2013 por Gregorio Luri. Louis y Caridad se enamoraron y se convirtieron en amantes, si bien no se sabe con exactitud cuándo. Todos estos escándalos llevaron a las familias Del Río y Mercader a tomar medidas drásticas. Una noche de 1923, enfermeros del Manicomio de la Nueva Belén de Sant Gervasi, acompañados por los hermanos de Caridad, entraron en su casa, le pusieron una camisa de fuerza y la ingresaron. Su marido y sus hermanos consideraron preferible que se la creyese loca a que acabase en prisión. Allí estuvo tres meses incomunicada, sometida a un tratamiento extraordinariamente agresivo, con frecuentes duchas de agua fría y sesiones de electrochoque. Nunca perdonó a su familia esta experiencia traumática y, a partir de entonces, se consideró desligada de cualquier compromiso con su familia o clase social. Cuando logró salir de la institución psiquiátrica decidió cambiar radicalmente de vida y cortar toda relación con su familia. En una fecha indeterminada entre 1924 y 1925, Caridad Mercader tomó a sus cinco hijos y se fue a vivir con Delrieu a la localidad francesa de Dax, en Las Landas. Allí vivió con su amante y con sus hijos hasta 1928, cuando este decidió poner fin a la relación. Poco después de trasladarse a Toulouse, donde regentó un restaurante, Caridad Mercader intentó suicidarse. Al ser avisado, el padre de Ramón, Pablo Mercader, viajó a la ciudad francesa y se hizo cargo de Montserrat, Pablo y Luis, los tres hermanos pequeños de Ramón. Jorge y Ramón se quedaron en Toulouse, en cuya Escuela de Hostelería estudiaban, el primero para jefe de cocina, el segundo para maitre de hotel. Por su parte, Caridad evolucionó hacia el marxismo, tomando contacto con el partido socialista francés (SFIO) y posteriormente con el Partido Comunista Francés (PCF).
En 1931, al proclamarse la República en España, Ramón volvió a Barcelona, donde logró un empleo en el hotel Ritz. Tanto sus hermanos, Jorge y Montserrat, como su madre, permanecieron en Francia. Según su hermano Luis, Ramón le confesó que, cuando su madre retornó a España, expulsada de Francia en 1935, él era un comunista convencido desde varios años antes. Hacia 1933, Ramón Mercader hizo el servicio militar en una unidad de gastadores (zapadores), en la que llegó a ser cabo. De acuerdo con lo narrado por su hermano Luis, quiso seguir la carrera militar, pero fue rechazado, debido a su militancia comunista. En palabras de Luis, Ramón era «un hombre muy inteligente, enérgico y decidido. Esbelto, alto (un metro 85 centímetros) y muy simpático; vestía siempre con elegancia. Hacía gimnasia y doblaba una moneda de cobre de diez céntimos con tres dedos». En Barcelona, Ramón militó en el Partido Comunista de Cataluña (PCC), la minúscula rama catalana del PCE. Se sabe que en 1935 tuvo un romance con la militante comunista Marina Ginestà, que luego se haría célebre por la icónica foto que le tomó Juan Guzmán el 21 de julio de 1936 en la azotea del Hotel Colón de Barcelona. Ya por entonces era considerado un mujeriego, tal como confirmaron tanto la propia Ginestà como su amiga Teresa Pàmies. Se cree que participó en la insurrección de octubre de 1934, pero sin resultar detenido posteriormente. El 12 de junio de 1935, Ramón fue detenido en Barcelona junto con otros diecisiete militantes comunistas, cuando participaba en la reunión de una célula comunista que, camuflada bajo la forma de una peña literaria y recreativa denominada Miguel de Cervantes, se reunía en el Barrio Chino. Tras su detención fue transferido después a la cárcel modelo de Valencia, siendo liberado tras el triunfo del Frente Popular, en febrero de 1936 —la ficha policial de Ramón Mercader sería posteriormente muy importante para establecer la identidad del asesino de Trotski—. A finales de ese mes se publicó una foto en la prensa en la que aparecía en la cabecera de una manifestación, junto con otros jóvenes comunistas, celebrando la liberación de Companys del penal del Puerto de Santa María. Tras su liberación, Ramón no pudo volver a su trabajo en el Ritz y tuvo que ganarse la vida dando clases de catalán. Ramón fue en este periodo un activo militante de las Joventuts Comunistes de Catalunya, las juventudes del PCC, que se integraron en junio de ese año en las Joventuts Socialistes Unificades de Catalunya (JSUC, formada por la fusión de las organizaciones juveniles comunistas y socialistas de Cataluña). Junto a otros compañeros de las JSUC, colaboró en la organización de la llamada Olimpiada Popular, evento multideportivo que iba a celebrarse como respuesta a los Juegos Olímpicos de Berlín en julio de ese año en Barcelona. Ramón era el capitán del equipo de equitación —«un vestigio del pasado burgués en el que tanto él como sus padres practicaban la hípica»—.

### Guerra civil española y agente del NKVD

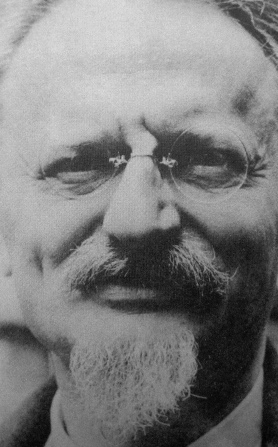
León Trotsky a finales de la década de 1930

En 19 de julio de 1936 se produjo la sublevación de la guarnición barcelonesa. Ramón participó activamente en los combates contra las tropas alzadas y, tras el fracaso del levantamiento, partió hacia el frente de Aragón, en la columna Trueba-Del Barrio, formada mayoritariamente por militantes del PSUC y de la UGT catalana. Según el pintor Josep Bartolí, que combatió en la misma unidad que Ramón, tanto su madre, Caridad, como su hermano Ramón, formaban parte de la misma columna. Ramón resultó herido en el frente, en Tardienta, semanas después de que su madre hubiese resultado también herida. Ambos coincidieron en un hospital en Lérida —allí le conoció Teresa Pàmies, entonces joven militante de las Joventuts Socialistes Unificades de Catalunya en Lérida y posteriormente dirigente del PSUC, cuando fue a visitar a su madre—.
Cuando se recuperó de sus heridas, Ramón Mercader fue evacuado a Barcelona, donde se le confió el mando de la columna Lina Odena, también formada mayoritariamente por comunistas catalanes. La columna fue enviada en noviembre al frente madrileño, donde participó en los combates que tuvieron lugar en la Casa de Campo. Diezmada, la unidad fue evacuada a Cataluña. En Barcelona, Ramón participó en la creación del batallón Jaume Graells, de las Juventudes Socialistas Unificadas, que se integraría en la columna Carlos Marx, transformada ya en la 27.ª División del ejército de la República, y del que fue comandante. El batallón hacía la instrucción en un convento requisado en Sarrià, el cuartel Vorochilov. El estado mayor de la unidad se encontraba en un palacio situado en las inmediaciones, en el paseo de la Bonanova, que había pertenecido a un familiar de los Mercader, que fue requisado personalmente por Ramón.
Se cree que su madre fue reclutada por el NKVD a principios de 1937 por Leonid Eitingon y que poco después fue la propia Caridad quien persuadió a su hijo para que también se pusiese al servicio de los soviéticos. Se conoce un episodio narrado por Luis Mercader según el cual, poco después de volver de México, en invierno de 1937 —Luis no precisó la fecha—, su madre y él visitaron el frente madrileño, donde se encontraba Ramón. Ramón y Caridad tuvieron una larga conversación, cuyo propósito fue, según Luis, convencer a Ramón de que se uniese también al NKVD. Meses después, en abril, Luis habría sacado sus conclusiones: «...me enteré de que mi madre estaba relacionada con los soviéticos (los llamábamos así). Después comprendí que mi hermano Ramón estaba relacionado con ellos».
Se ha postulado generalmente que fue en el verano de dicho año cuando Ramón desapareció de España para recibir adiestramiento. Así lo describió Luis Mercader, sin citar dónde tuvo lugar dicho entrenamiento. —autores como Wilmers, Levine o Gorkin afirmaron, de hecho, que fue en la Unión Soviética—. Sin embargo, existen varios testimonios que sitúan a Ramón Mercader en España durante 1937 e incluso durante 1938. Teresa Pàmies narró varios encuentros con Mercader en 1937 —según ella habría visitado al antiguo batallón Jaume Graells en la zona de la Alcarria en octubre, a cuyo frente se encontraba Mercader; después de este episodio, narró como se encontró posteriormente a Ramón Mercader en Barcelona, hospitalizado debido a la disentería—.
Pável Sudoplátov relató cómo cuando aún era un simple agente del NKVD asesinó en Róterdam a finales de mayo de 1938 al dirigente opositor ucraniano Yevhen Konovalets y que, en su huida hacia la Unión Soviética, pasó tres semanas en Barcelona, donde habría conocido a Ramón Mercader. Por otra parte, la documentación conservada por el Servicio Federal de Seguridad (antecesor del KGB) afirma que Ramón recibió su instrucción en Francia —eso coincide con el testimonio de Luis Mercader, que sostuvo que Ramón estuvo por primera vez en la Unión Soviética en 1960, tras salir de la cárcel en México—. Según Sudoplátov, Eitingon habría enviado a Ramón a París en el verano de ese año, con el objetivo de infiltrarse en las organizaciones trotskistas francesas. Aunque Stalin no había dado aún la orden de asesinar a Trotski, el NKVD había comenzado a preparar la operación, si bien Mercader aún no estaba involucrado directamente en el asunto. León Trotski, que había sido uno de los colaboradores más fieles de Lenin, vivía exiliado desde enero de 1937 en México, tras ser obligado a dejar Noruega por las presiones del gobierno soviético. Gracias a las gestiones de los trotskistas estadounidenses a través de Diego Rivera, el presidente mexicano Lázaro Cárdenas había accedido a concederle asilo.
Según el testimonio de Clemence Béranger, Ramón se habría trasladado a París —donde ya se encontraría su madre desde hacía «algún tiempo»— en alguna fecha indeterminada de 1938. Instruido por Eitingon, Ramón debía seducir a Sylvia Ageloff, una trabajadora social y trotskista estadounidense, a la que debería utilizar para introducirse en el entorno de Trotski. Ramón Mercader utilizaba la falsa identidad de Jacques Mornard, supuesto hijo de un diplomático belga. Ageloff llegó a París a finales de junio de 1938, de vacaciones y con el objeto de aprovechar el viaje para asistir a la reunión fundacional de la Cuarta Internacional. No sabía que su casual encuentro con Mornard-Mercader había sido preparado por la inteligencia soviética. Mercader sedujo a Sylvia Ageloff y continuó su relación con ella hasta la partida de esta a Nueva York, en febrero de 1939. A partir de entonces, continuaron escribiéndose, lo que no le impidió a Ramón probar otras formas de acercarse al círculo de Trotski. Tras su asesinato, Frida Kahlo declaró que había coincidido con Mercader durante su estancia en París (enero-abril de 1939). Este le habría pedido que le ayudase a encontrar una casa cerca del domicilio de Trotski en Coyoacán, en las afueras de la Ciudad de México a lo que Kahlo se negó.

### Intervención en el asesinato de Trotski: la operación Pato

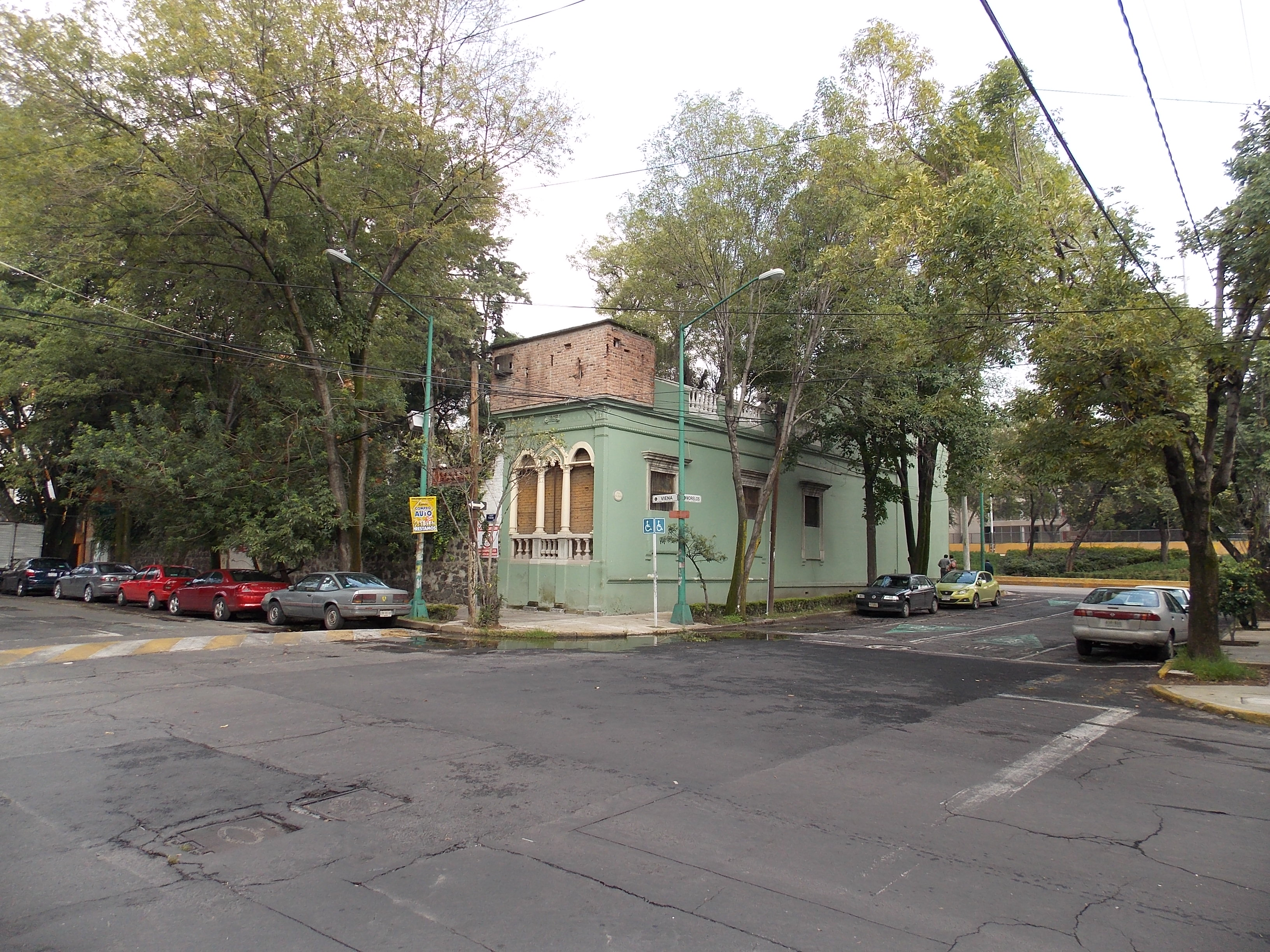
Estado actual de la casa de Trotski en Coyoacán, en la actualidad Museo Casa de León Trotsky.

En marzo de 1939, Pável Sudoplátov, director del departamento de Operaciones Especiales, recibió de Stalin la orden explícita de acabar con la vida de Trotski. Eitingon, que acababa de llegar a Moscú, diseñó por orden de Sudoplátov la operación Utka o Pato. El plan no fue perfilado hasta julio y solo a principios de agosto fue aprobado personalmente por Stalin. La operación Pato comprendía varios operativos formados por comunistas españoles y mexicanos reclutados durante la guerra civil española. Uno de ellos estaba dirigido por el muralista mexicano David Alfaro Siqueiros y tenía el objetivo de asesinar al líder exiliado; el otro lo formaban Caridad y Ramón Mercader. Este debía ocuparse únicamente de labores de vigilancia y recogida de información. La participación de madre e hijo estaba prevista desde la primera versión del plan.
En el verano de 1939, Eitingon viajó a París desde la Unión Soviética y pasó un par de meses entrenando a Caridad y a Ramón. Ambos viajaron a Nueva York a finales de agosto. La coincidencia con el inicio de la Segunda Guerra Mundial hizo que, desde Moscú, se dieran órdenes de suspender el traslado de Eitingon y los Mercader a América, pero dichas órdenes no fueron seguidas. Ramón se quedó unas semanas en Nueva York antes de trasladarse a primeros de octubre a la Ciudad de México, desde donde convenció a Sylvia Ageloff para que se reuniera con él. En septiembre, su madre y Eitingon viajaron a México también. La madrugada del 23 al 24 de mayo, un grupo de pistoleros encabezados por Siqueiros asaltó la casa de Trostki en Coyoacán sin llegar siquiera a herirlo.

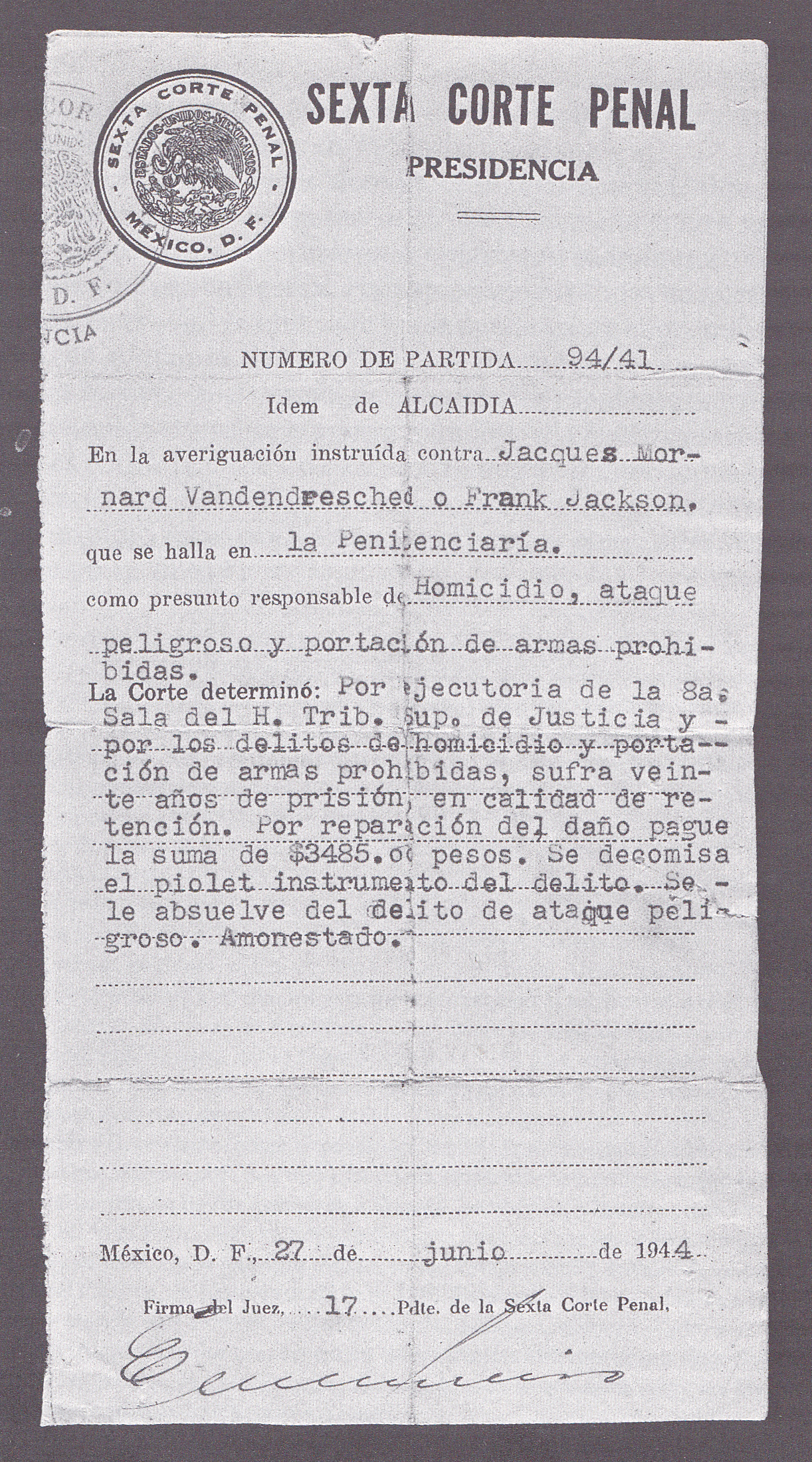
Sentencia condenatoria a Ramón Mercader, Jacques Mornard, por la Sexta Corte Penal de México D.F., el 27 de junio de 1944.

Eitingon tuvo que informar del fracaso de la operación. La noticia llegó a Moscú a través de un mensaje llevado por un correo a Nueva York y radiado en clave desde allí a la capital soviética. A la llegada del mensaje, Stalin se enfureció y mandó llamar a Sudoplátov y Beria, que le explicaron que se pondría en marcha el plan alternativo. Ramón llevaba varios meses en México, bajo una falsa identidad y como novio de Sylvia Ageloff, y se había dedicado únicamente a la recopilación de información, sin haber tratado personalmente a Trotski. Pocos días después del fallido intento llevado a cabo por el grupo de Siqueiros, Ramón Mercader conoció finalmente a Trotski a través de su relación con Ageloff. A finales de junio viajó por diez días a Nueva York para recibir instrucciones. Después de varios meses en los que Ramón cultivó la relación con el líder exiliado, en la mañana del 20 de agosto de 1940 fue recibido a solas por el dirigente comunista. Mercader supuestamente le traía unos escritos. Trotski se acercó a la ventana con objeto de leer mejor y en ese instante Mercader le descargó un feroz golpe con un piolet en la cabeza (nuca), enterrando profundamente la herramienta en el cráneo de Trotski. Aun así, Trotski no pereció instantáneamente y sobrevivió entre espasmos y convulsiones durante unas 12 horas más antes de fallecer. Sylvia Ageloff, al conocer la verdadera naturaleza del interés de Ramón por ella, intentó suicidarse. Detenido por los guardias de Trotski y las autoridades mexicanas, se identificó como Jacques Mornard, fue condenado por asesinato a veinte años de prisión. En principio, la declaración de Mercader fue que tenía problemas personales con Trotski.
Según afirmó Sudoplátov, inicialmente Eitingon y Caridad Mercader habían planeado un ataque contra la casa de Trotski en el momento en el que Ramón estuviera dentro. Este aprovecharía la confusión para disparar contra su objetivo. Ramón se mostró en desacuerdo con el plan y decidió encargarse él mismo de asesinar en solitario a Trotski.

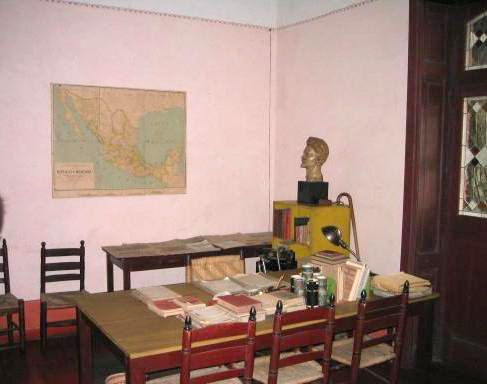
Estado actual del despacho donde Trotski fue asesinado por Ramón Mercader.

Trotski moriría al día siguiente. Según el plan acordado, Caridad Mercader y Eitingon esperaban a Ramón en las inmediaciones de la casa-fortaleza de Trotski en un coche —otras fuentes hablan de dos— para ayudarle a escapar. Se dieron cuenta de que el atentado había fracasado en cuanto observaron el ajetreo y oyeron las sirenas de las patrullas de la policía sin que Ramón hubiese salido, ante lo cual huyeron del lugar y abandonaron con rapidez el país. No obstante, según el testimonio del que luego sería abogado de Ramón Mercader, Eduardo Ceniceros, fue Caridad quien, antes de salir ilegalmente del país, hizo las gestiones necesarias para que su hijo recibiese asistencia letrada. El elegido, a sugerencia de Lombardo Toledano, fue Octavio Medellín Ostos. Caridad no le reveló la identidad del presunto asesino de Trotski ni que era su hijo: «Fíjese, licenciado, lo que ha hecho este chico. Es hijo de una queridísima camarada que se encuentra fuera de México y yo, en razón de esa amistad con la madre, he venido a solicitar que se hagan cargo de su defensa». Caridad Mercader finalmente llegó a Moscú casi un año después del asesinato de Trotski, en marzo de 1941. El 17 de junio, Lavrenti Beria, el director del NKVD, organizó un gran recibimiento en el transcurso del cual el presidente del Presidium del Sóviet Supremo de la Unión Soviética, Mijaíl Kalinin, condecoró a Caridad Mercader con la Orden de Lenin. Para Ramón se reservaba la estrella de Héroe de la Unión Soviética.

### La operación Gnomo

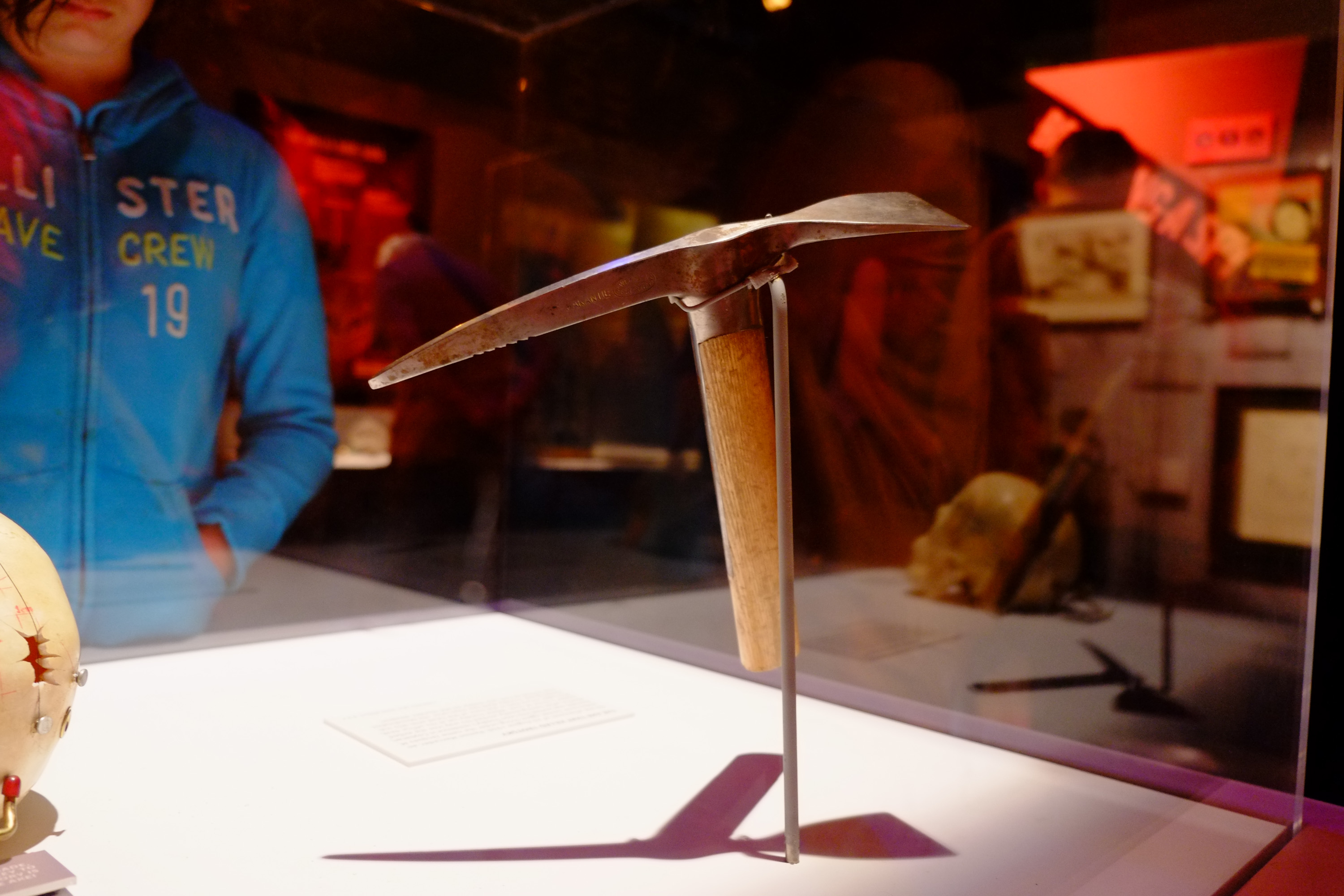
Piolet usado por Ramón Mercader para asesinar a Trotski exhibido en una colección privada en

Stalin había decidido que Ramón Mercader tenía que ser liberado y ordenó que se preparara una operación para conseguirlo. Las primeras referencias al plan datan del 30 de mayo de 1943. A finales de 1943, la Unión Soviética abrió embajada en México, lo que proporcionó cobertura legal a la estación del NKVD —rezidentura, en la terminología soviética— en dicho país. Sus objetivos principales eran dos: dar cobertura a las operaciones de espionaje que los soviéticos realizaban para conocer los secretos de la bomba atómica estadounidense y sacar a Mercader de la cárcel. La operación, con el nombre clave de Gnomo —que era el nombre asignado a Mercader—, estudió diversas estrategias para que Mercader huyera de prisión, en la que debían intervenir operativos soviéticos y comunistas mexicanos y españoles exiliados en el país. En verano de 1943, Jesús Hernández fue enviado a México junto con Francisco Antón. Además de las tareas relacionadas con la reorganización del PCE en el país americano —parte también de su intento por tomar el control del partido sucediendo al recién fallecido José Díaz como secretario general—, Hernández también trabajaba para el NKVD y tenía como objetivo reforzar el trabajo de la rezidentura en México y de las operaciones que llevaba a cabo.
A finales de 1943 el rezident soviético diseñó un plan por el que Mercader podría huir durante una de las salidas de la cárcel para ir a declarar al juzgado. Aprovechando una reducción de la guardia que había de custodiarlo, Mercader sería introducido en un coche y sacado del país. Eitingon, bajo el nombre clave de Tom, debía coordinar el plan. La operación resultó un fiasco. A la incapacidad, la desconfianza y las rencillas entre los operativos soviéticos, españoles y mexicanos, se unió la inesperada presencia en el país de Caridad Mercader. Al parecer se embarcó personalmente en una serie de gestiones con autoridades mexicanas para conseguir la libertad de su hijo. De hecho, según Ceniceros, madre e hijo incluso pudieron verse personalmente, fuera de la prisión. La aparición en escena de Caridad Mercader y sus gestiones habrían alertado a las autoridades mexicanas, que endurecieron el régimen carcelario de Ramón, de forma que los intentos de conseguir su huida habrían resultado infructuosos. Como narró Luis, «[Caridad] conocía a mucha gente importante de allí [...] y, probablemente, fue implorando de uno a otro. Pero lo que hizo fue levantar la liebre y como consecuencia se derrumbó todo lo que se había organizado». A consecuencia de ello, los soviéticos ordenaron a Caridad que dejase México de inmediato, y no volvieron a plantearse más intentos para sacar a Ramón Mercader de la prisión, el cual tuvo que cumplir completa su pena de veinte años de reclusión en la prisión de Lecumberri. Casi todos los autores que han tratado el tema, al igual que el propio Ramón, atribuyeron el fracaso, en todo o en parte, a la presencia de Caridad allí. De hecho, Ramón nunca perdonó a su madre por su interferencia en la operación y la consideró responsable del periodo adicional que tuvo que pasar encarcelado: «Tuve que pasar dieciséis años de cárcel por su culpa». Sin embargo, jamás se lo echó en cara personalmente.

### La relación de Ramón con su madre
Numerosos historiadores y publicistas han presentado a Caridad del Río como una persona fanatizada que empujó a su hijo al asesinato. Leonardo Padura describió a Caridad de la siguiente forma: «Caridad del Río no solo había sido quien educó a su hijo en el odio y lo puso en contacto con los oficiales del tétrico NKVD soviético encargados de concebir y ejecutar el asesinato, sino que lo alentó e impulsó en su misión hasta esa misma tarde del 20 de agosto, cuando a bordo de un auto y en compañía del creador del plan, vio entrar a Ramón Mercader en la casa de Trotsky y en las cloacas de la historia del siglo». Similar análisis hizo Gorkin cuando afirmó en primer lugar que «un tenebroso aparato policiaco convirtió a Caridad en una terrorista, madre de un asesino», añadiendo que Ramón fue sacrificado al «fanatismo ciego que profesaba». La descripción sería corroborada con las confidencias que según Castro Delgado le había hecho Caridad durante su estancia en la Unión Soviética: «He hecho de Ramón un asesino».
Otras fuentes corroboran la demoledora influencia de su madre y el fanatismo por el comunismo estalinista sobre su hijo:

Ramón: –"Terminada la guerra quiero quedarme a vivir en España."-

Caridad:-"Tu no eliges. Ninguno de nosotros elige. Sólo hacemos lo que decide el partido"-.
Ramón: –"Me niego"-.

Caridad:–"Métete esto en la cabeza de una puta vez. No piensas, solo obedeces. No actúas por tu cuenta, sólo ejecutas. No decides, solo cumples. Tú serás mi mano en el cuello de ese hijo de puta, mi voz será la del camarada Stalin, y Stalin piensa por todos nosotros"-.

Luis Mercader, sin embargo, planteó una visión totalmente distinta. Según el pequeño de los Mercader, Caridad no habría tenido una gran influencia ni sobre Ramón ni sobre ninguno de sus hijos, debido a que, en realidad, vivió poco tiempo con ellos. También citó cómo su hermano le había contado que fue él quien se ofreció voluntario para cometer el asesinato, simplemente por ayudar a Eitingon a cumplir su misión.
Por su parte, Gregorio Luri apunta una tesis novedosa para justificar el que Caridad reclutase a su hijo, lo que a la postre le puso en el camino de cometer un magnicidio. Según Luri, Caridad reclutó a su hijo para alejarle del frente y que no corriese la suerte de su hermano Pablo, muerto en acción de combate unas semanas antes.

### Últimos años
En septiembre de 1950 el criminólogo mexicano Alfonso Quiroz Cuarón fue enviado a París por el gobierno de México a un congreso mundial de criminología. De ahí visitó Madrid, llevando una copia fotográfica de las huellas dactilares de Frank Jacson a la Escuela de Medicina Legal. Resultaron idénticas a las de Jaime Ramón Mercader del Río Hernández, quien había sido detenido en junio de 1935 junto a 17 comunistas en una reunión clandestina en el bar Joaquín Costa. De esa forma, Quiroz Cuarón acabó con una incógnita que estuvo en el aire una década. “Ya no importa lo que el sujeto diga, que niegue o se cambie de nombre: sus impresiones dactilares lo demuestran”, escribió en Medicina Forense.[cita requerida]
El 6 de mayo de 1960 Ramón Mercader acabó su condena, y pudo, luego de ser sacado del país bajo órdenes del subsecretario de Gobernación Luis Echeverría Álvarez, viajar a Moscú con un pasaporte checoslovaco. Allí, donde seguía viviendo su hermano Luis, se estableció con su esposa Roquelia. En la estructura de la KGB llegó a coronel, siendo condecorado en secreto como Héroe de la Unión Soviética con la Orden de Lenin y la Medalla de Oro (n.º 11089), la más alta distinción soviética, cumpliéndose la promesa que le había hecho Leonid Eitingon. La condecoración la recibió en persona directamente de manos del entonces director de la KGB, Alexander Shelepin.

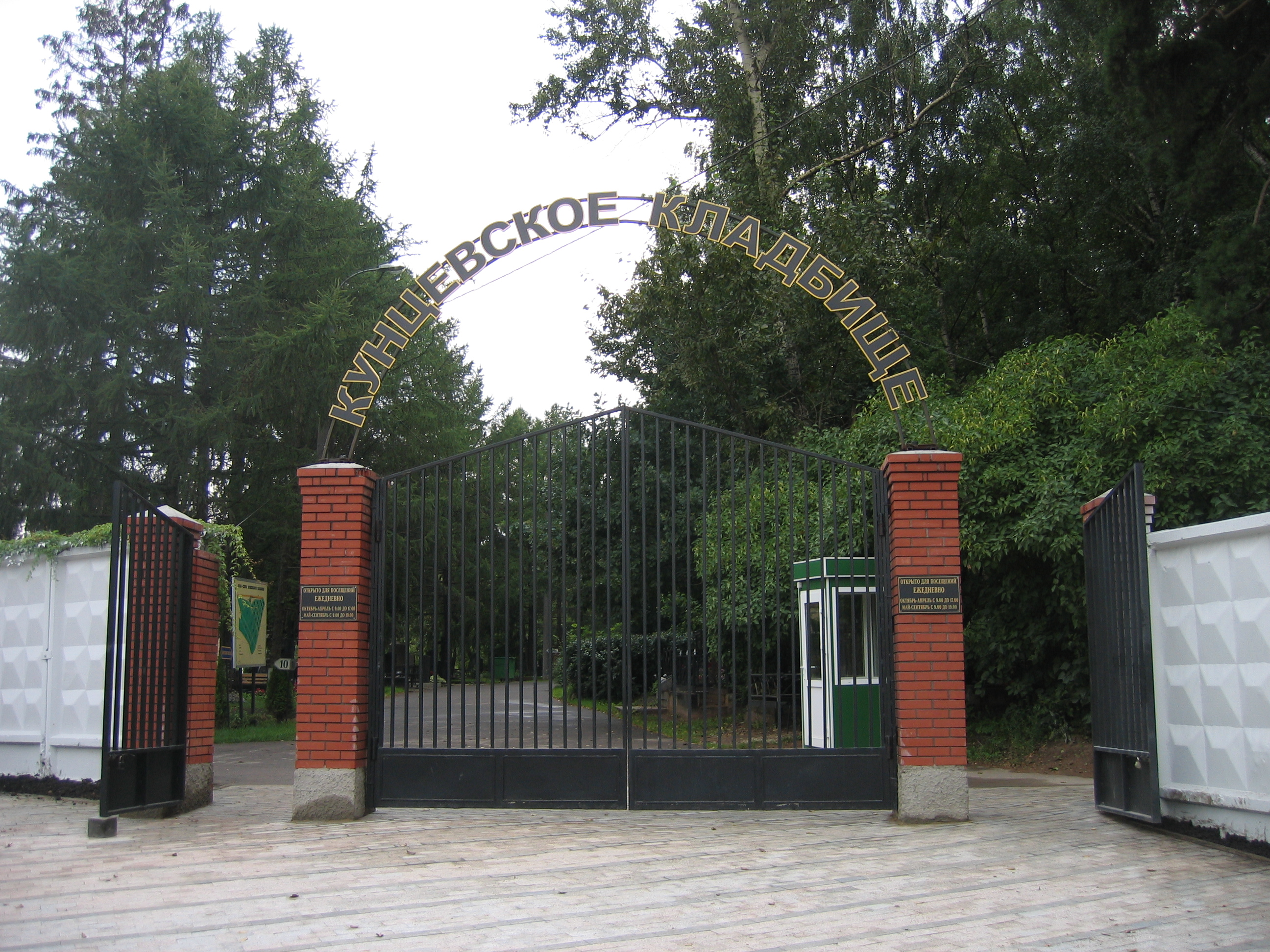
Acceso al cementerio de Kúntsevo en Moscú, donde se encuentran enterradas las cenizas de Ramón Mercader.

Pasó sus últimos años viviendo entre Moscú y La Habana, donde murió de cáncer en 1978. Corrió el rumor de que la enfermedad había sido provocada por un reloj, regalo del KGB, contaminado de polonio radioactivo para eliminar la posibilidad de que revelara información secreta. Está enterrado en el cementerio moscovita de Kúntsevo, reservado a Héroes de la Unión Soviética, bajo un nombre falso Ramón Ivánovich López (Рамон Иванович Лопес), cerca de las cenizas del famoso agente doble Kim Philby. También tiene un lugar de honor en el museo del KGB de Moscú.

## En la literatura y el cine
Joseph Losey dirigió en 1972 la película El asesinato de Trotsky, con Richard Burton, Alain Delon y Romy Schneider como principales protagonistas. Existe un documental sobre Ramón Mercader, Asaltar los cielos, de 1996, dirigida por José Luis López Linares y Javier Rioyo. Antes de tratar la figura de Ramón Mercader, trata la de su madre, Caridad.
Jorge Semprún publicó en 1969 la novela La segunda muerte de Ramón Mercader sobre el asesinato de Trotski. En la obra El hombre que amaba a los perros, de Leonardo Padura, se novela el largo exilio de Trotski hasta su asesinato en México, la vida de Ramón Mercader y la de un joven cubano, Iván, que conoce al asesino mientras pasea a dos galgos rusos por la playa.
Del año 2016 es la película El elegido, de Antonio Chavarrías, cuyo protagonista es Alfonso Herrera. Cuenta la historia de Ramón durante la operación del asesinato de Trotski.
El Asesino Obediente de John P. Davison (2016) es otra novela sobre Ramón Mercader y el asesinato de Trotski.
En noviembre de 2017 el canal uno Rusia lanza la serie Trotsky que repasa la biografía del político a través de unas entrevistas entre él y Ramón Mercader así como flashbacks al pasado del protagonista. Ramón Mercader es interpretado por el actor Matsim Matveyev.